# The Base (grupo de ódio)
The Base (A Base) é um grupo paramilitar aceleracionista neonazista e rede de treinamento, formado em 2018 por Rinaldo Nazzaro. É ativo nos Estados Unidos, Canadá, Austrália, África do Sul e Europa.

## História
O grupo foi fundado em junho de 2018 por Rinaldo Nazzaro, que usa os pseudônimos Norman Spear e Roman Wolf.  Nazzaro teria comprado vários blocos de terra fora da rede no estado de Washington, Estados Unidos, em 2018 para uso como um campo de treinamento de sobrevivência. 
Nazzaro, que trabalhava para o FBI e o Pentágono, mudou-se para a Rússia na época em que criou The Base e dirige as atividades do grupo de lá. Em novembro de 2020, uma longa entrevista com Nazzaro foi transmitida pela televisão estatal russa. 

## Ideologia e Status
The Base é um grupo paramilitar aceleracionista nacionalista branco e uma rede de treinamento. Defende a formação de etnoestados brancos, um objetivo que acredita poder alcançar por meio do terrorismo e da derrubada violenta dos governos existentes. O processo de verificação do grupo serve para conectar extremistas comprometidos com habilidades terroristas para produzir violência no mundo real.  Organiza "preparadores de guerra racial" e opera "campos de ódio" ou campos de treinamento.     O grupo tem ligações com a Divisão Atomwaffen e a Divisão Feuerkrieg, que são grupos extremistas de extrema-direita. 
Nazzaro caracterizou a Base como uma "rede de sobrevivência e autodefesa ... compartilhando conhecimento e treinamento para se preparar para situações de crise", mas nega suas conexões com o neonazismo. Nazzaro afirmou que seu objetivo é "construir um quadro de treinadores em todo o país". 
The Base foi designada como entidade terrorista pelos seguintes países:
- Canadá (3 de fevereiro de 2021) [14] [15] [16]
- Reino Unido (12 de julho de 2021) [17]
- Austrália (24 de novembro de 2021) [18] [19]
- Nova Zelândia (junho de 2022) [20] [21]

## Estratégias de Recrutamento
O grupo está ativo nos Estados Unidos e também no Canadá.  Antes de sua identidade ser revelada em janeiro de 2020, Nazzaro, conhecido online como "Roman Wolf" e "Norman Spear", esteve pessoalmente envolvido no recrutamento ativo, com o objetivo de formar células na Europa, África do Sul e Austrália.  
A Base recrutou membros usando o iFunny, um site de mídia social de memes. Em fóruns de bate-papo seguros, a VICE observou membros criando memes para espalhar como propaganda. 
Propaganda de um campo de treinamento The Base perto de Spokane, Washington, foi postada em agosto de 2019.    
No final de 2019 e início de 2020, foram feitas gravações secretas de algumas das atividades de recrutamento da Base. As fitas incluem suas tentativas de recrutar vários australianos, incluindo um adolescente de 17 anos e um homem da Austrália Ocidental, Dean Smith, que concorreu ao parlamento pelo partido One Nation de Pauline Hanson. Outro australiano que atendia pelo nome de Volkskrieger era uma pessoa-chave na campanha de recrutamento, que se concentrava em encontrar pessoas com acesso legal a armas de fogo e licenças de segurança.   

## Atividades

### Atividades Antissemitas
Richard Tobin e The Base foram ligados ao vandalismo da sinagoga em Racine, Wisconsin, e Hancock, Michigan, que ocorreu com um dia de intervalo em setembro de 2019.  Os documentos do tribunal alegam que Tobin organizou o vandalismo e, em seguida, nomeou os dois membros da Base que ele designou para vandalizar as sinagogas. Tobin chamou o evento de "Operação Kristallnacht". 
Yousef O. Barasneh, um árabe neonazista cujo pai imigrou de Amã, pintou suásticas com spray e outros símbolos e slogans antissemitas na Congregação Beth Israel Sinai na cidade de Racine, Wisconsin em algum momento entre 15 e 23 de setembro de 2019. 

### Protestos em Virgínia
Em 16 de janeiro de 2020, três membros do The Base foram presos pelo FBI pouco antes de um protesto pelos direitos das armas, 2020 VCDL Lobby Day, ser realizado no Capitólio do estado da Virgínia em Richmond.  O FBI manteve seis membros sob vigilância por vários meses e instalou câmeras de CFTV dentro do apartamento do grupo para observá-los e impedir que causassem qualquer dano.  De acordo com documentos do FBI, três membros discutiam "o planejamento da violência em um evento específico na Virgínia, marcado para 20 de janeiro de 2020".  Em 17 de janeiro, o trio foi indiciado por atividades ilícitas.  No dia seguinte, três membros adicionais foram presos por conspirar para "descarrilar trens" e envenenar o abastecimento de água.  As gravações do FBI divulgadas em novembro de 2021 mostraram que dois dos homens discutiram o assassinato em massa de negros para desencadear uma guerra racial; ambos foram condenados a nove anos de prisão em outubro de 2021. 

### Outros Incidentes
Na noite de 11 de dezembro de 2019, dois membros – Justen Watkins e Alfred Gorman – apareceram em uma casa residencial na cidade de Dexter, Michigan. Lá, eles iluminaram e tiraram fotos na varanda da frente. Watkins e Gorman acreditaram incorretamente que a casa pertencia a um podcaster "antifa", Daniel Harper, do I Don't Speak German, e a dupla pretendia ameaçá-lo. Desconhecido para eles, era a casa de uma família não aparentada. Watkins e Gorman enviaram suas fotos para um canal do Telegram usado pelo The Base. Em 29 de outubro de 2020, Watkins e Gorman foram presos pelo FBI e acusados de participação em gangue, postagem ilegal de mensagem e uso de computadores para cometer um crime.   De acordo com a VICE News, entre o incidente de tentativa de intimidação e sua prisão, registros de bate-papo vazados revelaram que Watkins estava planejando um "composto fortificado" na Península Superior de Michigan. Nos referidos registros, ele estava discutindo planos para comprar casas e terras (e posteriormente fortificá-los) com membros em Wire, querendo estabelecer um enclave para abrigar e treinar membros. 
Em abril de 2021, dois homens foram indiciados no Condado de Floyd, na Geórgia, por suposto roubo e decapitação ritual de um animal. O promotor distrital assistente disse que "uma dúzia de membros da Base" participaram do ritual de beber sangue. 

## Membros Notáveis

### Rinaldo Nazzaro
Rinaldo Nazzaro usa os pseudônimos Norman Spear e Roman Wolf.   Nazzaro costumava trabalhar para o Federal Bureau of Investigation (FBI) como analista e também trabalhava como contratado para o Pentágono,  e também afirma ter servido no Iraque e no Afeganistão.  Nazzaro era dono de uma empresa de contratação de segurança, a Omega Solutions International LLC. Ele é um supremacista branco e um defensor do Imperativo Territorial do Noroeste, que propõe a criação de "um etnoestado separatista no noroeste do Pacífico". 
Com sua esposa, Nazzaro reside em São Petersburgo, Rússia, segundo a BBC News; um apartamento na cidade foi adquirido em nome da esposa em julho de 2018, mesmo mês em que o The Base foi fundado.  Um vídeo postado online em maio de 2019 mostra Nazzaro, aparentemente na Rússia, vestindo uma camiseta com a imagem do presidente Vladimir Putin e as palavras "Rússia, poder absoluto".  A BBC também informou que, em 2019, Nazzaro foi listado como convidado em uma exposição de segurança do governo russo em Moscou.  Alguns membros da Base suspeitaram que Nazzaro estava conectado à inteligência russa, o que Nazzaro nega.  Em novembro de 2020, uma longa entrevista com Nazzaro foi transmitida pela televisão estatal russa. 

### Outros

#### Jason Lee Van Dyke
Jason Lee Van Dyke, o ex-advogado e ex-líder dos Proud Boys, que recentemente foi acusado de ter tentado planejar o assassinato de um rival,  tentou ingressar na Base, mas foi negado por ser um "enorme responsabilidade".  Em um esforço para convencer os líderes do grupo de que ele deveria ter permissão para ingressar na Base e seria um membro produtivo, Van Dyke ofereceu sua experiência em treinamento com armas e sua propriedade em Decatur, Texas, para um acampamento paramilitar. 

#### Patrick Jordan Mathews
Um mestre cabo engenheiro de combate, Patrik Jordan Mathews (também conhecido como Dave Arctorum ou "detector de coincidência") da Reserva das Forças Armadas do Canadá, foi identificado como um dos três presos. Anteriormente, em 16 de agosto de 2019, Mathews havia sido desmascarado como organizador de uma célula terrorista para The Base e Atomwaffen em Manitoba por meio de reportagem secreta da Winnipeg Free Press. Ele também foi descrito como colocando cartazes para "intimidar e ameaçar ativistas antifascistas locais". Outros pôsteres em Manitoba, que começaram a aparecer em julho, diziam "Salve sua corrida, junte-se à base" e "The Base: aprenda a lutar no trem".   Vice News também descobriu que ele havia participado de um campo de treinamento no estado norte-americano da Geórgia.  Embora não o acusasse, em 19 de agosto, a RCMP revistou sua casa em Beausejour, Manitoba e apreendeu armas.  Os militares foram alertados sobre Mathews em abril e iniciaram uma investigação em julho.  Em 24 de agosto, ele havia desaparecido e foi relatado como sendo voluntariamente libertado das Forças Armadas.  
O caminhão de Mathews foi encontrado perto da fronteira em Piney, Manitoba,  e presumiu-se que ele havia entrado ilegalmente nos Estados Unidos.     É possível que Mathews tenha sido auxiliado por uma célula de Minnesota da The Base.  Presos em janeiro de 2020, Mathews e Brian M. Lemley Jr., 33, se confessaram culpados de acusações de armas em Greenbelt MD e foram condenados em outubro de 2021 a nove anos de prisão. William G. Bilbrough IV, 19, foi condenado a cinco anos por trazer ilegalmente o canadense para os EUA. 

#### Luke Austin Lane
Luke Austin Lane era um líder de célula da Base e um seguidor da Ordem dos Nove Ângulos. Sua célula consistia em alguns membros na Geórgia e era particularmente militante. Ele praticava treinamento com armas de fogo com seu celular, filmando suas atividades e postando o filme online para fins de propaganda. Em janeiro de 2020, Lane e dois cúmplices, Jacob Oliver Kaderli e Michael John Helterbrand  foram presos por supostamente estocar armas e planejar matar um casal antifascista e seus filhos pequenos. Em preparação, Lane, junto com dezenas de outras pessoas, se envolveu em treinamento paramilitar, consumiu drogas psicodélicas, sacrificou um carneiro e bebeu seu sangue em um ritual oculto em sua propriedade. 